# 에마뉘엘 이소제은공데
프랑크 에마뉘엘 이소제은공데(프랑스어: Franck Emmanuel Issoze-Ngondet, 1961년 4월 2일 ~ 2020년 6월 11일)는 가봉의 외교관, 정치인으로 2016년부터 2019년까지 가봉의 총리를 지냈다.

## 생애 및 경력
에마뉘엘 이소제은공데는 1961년 4월 2일 가봉의 오고웨이빈도주 마코쿠에서 태어났다. 1988년부터 1990년까지 외무부에서 근무했으며, 1988년부터 1990년까지 조약 및 국제 협약 분과에서 연구관으로 근무했다. 1990년부터 1991년까지 카메룬 주재 가봉 대사관의 문화 상담관으로 근무했으며, 1991년부터 1993년까지 영국 대사관에서 제1 상담관으로 근무했다. 그 후 1993년부터 1994년까지 캐나다 대사관의 제1고문, 1994년부터 1997년까지 독일 대사관의 제1고문관을 지냈다.
이소제은공데는 1997년부터 1998년까지 외무부 미주국장을 지냈고 1998년부터 2000년까지 유럽국장을 지냈다. 2000년부터 2006년까지 주한 가봉 대사를 지냈으며, 2003년부터 태국 대사를, 2004년부터 필리핀 대사를 지냈다.
2008년 8월부터 2009년 1월까지 유엔 주재 가봉 대사를 지냈다. 2009년 1월부터 2009년 6월까지 에너지부 장관, 2009년 중반에는 국회 관계부 장관으로 잠시 있다가 2009년 11월 유엔 주재 영구대표로 복귀했다. 2010년 3월, 이소제은공데는 유엔 안전보장이사회 의장으로 선출되었다. 2012년 외무부 장관으로 4년 이상 국내 정계에 복귀했다. 2016년 9월부터 2019년 1월까지 총리직에 재직하였다. 하지만 2019년 가봉 쿠데타 미수로 총리직에 경질되었다.
2020년 가봉 오고웨이빈도 주 마코쿠에서 59세 일기로 사망했다.